# كوبا سود أمريكانا 2002
كوبا سود أمريكانا 2002 هو الموسم 1 من  كوبا سود أمريكانا. الذي يشرف على تنظيمه كونميبول، وكان عدد الأندية المشاركة فيه  21، وفاز فيه نادي سان لورينزو.

## نتائج الموسم

### ربع النهائي
| فريق 1           | مجموع                | فريق 2              | المباراة الأولى | المباراة الثانية |
| ---------------- | -------------------- | ------------------- | --------------- | ---------------- |
| أليانزا ليما     | 2–3                  | ناسيونال مونتيفيديو | 1–0             | 1–3              |
| سان لورينزو      | 3–3 (4–3 ضربات جزاء) | راسينغ              | 3–1             | 0–2              |
| أتلتيكو ناسيونال | 2–2 (6–5 ضربات جزاء) | سانتياغو واندررز    | 2–1             | 0–1              |
| بوليفار          | 4–3                  | جيمناسيا لابلاتا    | 4–1             | 0–2              |